# Локве (Горски котар)
Локве су насељено место у Горском котару и седиште општине у Приморско-горанској жупанији, Република Хрватска. У околини места се налази више пећина c доломитским стенама.

## Историја
До територијалне реорганизације у Хрватској налазиле су се у саставу старе општине Делнице.

## Становништво
На попису становништва 2011. године, општина Локве је имала 1.049 становника, од чега у самим Локвама 584.

## Попис1991.
На попису становништва 1991. године, насељено место Локве је имало 748 становника, следећег националног састава:
| Попис 1991.‍  | Попис 1991.‍  | Попис 1991.‍ | Попис 1991.‍ | Попис 1991.‍ |
| ------------ | ------------ | ----------- | ----------- | ----------- |
|              |              |             |             |             |
| Хрвати       | Хрвати       |             | 668         | 89,30%      |
| Срби         | Срби         |             | 46          | 6,14%       |
| Муслимани    | Муслимани    |             | 14          | 1,87%       |
| Југословени  | Југословени  |             | 7           | 0,93%       |
| Словенци     | Словенци     |             | 5           | 0,66%       |
| неопредељени | неопредељени |             | 3           | 0,40%       |
| непознато    | непознато    |             | 5           | 0,66%       |
| укупно: 748  |              |             |             |             |